# Ligue européenne féminine de volley-ball 2021
La Ligue européenne féminine de volley-ball 2021 est la 12e édition de la Ligue d'or et la 3e édition de la Ligue d'argent. Organisée par la CEV, elle se déroule du 28 mai au 20 juin 2021 pour la 1re division et du 27 mai au 12 juin 2021 pour la division inférieure.

## Ligue d'or européenne 2021
Navigation
2019 2022

### Sélections participantes
| Pays        | Participation | Meilleur résultat |
| ----------- | ------------- | ----------------- |
| Azerbaïdjan | 5e            | (2016)            |
| Biélorussie | 6e            | (2019)            |
| Bulgarie    | 8e            | (2018)            |
| Croatie     | 4e            | (2019)            |
| Espagne     | 10e           | (2017)            |
| Finlande    | -             | (2017)            |
| France      | 8e            | 4e (2009)         |
| Hongrie     | 8e            | (2015)            |
| Roumanie P  | 7e            | 4e (2013)         |
| Slovaquie   | 5e            | (2016)            |
| Tchéquie T  | 5e            | (2012, 2019)      |
| Ukraine     | 4e            | (2017)            |

| Légende - T : Tenant du titre - P : Équipe promue |

### Format de la compétition
Les 11 sélections qui participent au tournoi sont réparties en 2 groupes de 4 équipes plus 1 groupe de 3 équipes et s'affrontent lors d'un tournoi toutes rondes. Les vainqueurs de chaque groupe ainsi que le meilleur deuxième accèdent à la finale à quatre se déroulant dans un lieu unique. La Bulgarie est qualifiée d'office pour la phase finale en tant que nation hôte. La sélection vainqueure de la compétition se qualifie pour la Challenger Cup 2021, pour disputer une qualification pour la Ligue des nations 2022. L'équipe classée dernière est reléguée en Ligue d'argent européenne 2022,.

### Composition des groupes
Les équipes sont réparties dans les poules avec le système en serpentin (en), en fonction du classement CEV de janvier 2020.
| Poule A         | Poule B        | Poule C          |
| --------------- | -------------- | ---------------- |
| Azerbaïdjan (5) | Bulgarie (8)   | Croatie (9)      |
| Espagne (14)    | Ukraine (13)   | Biélorussie (11) |
| Roumanie (15)   | Slovaquie (15) | Hongrie (17)     |
| France (20)     | Finlande (20)  | Tchéquie (19)    |

### Critères de départage
Le classement général se fait de la façon suivante :
1. plus grand nombre de victoires ;
2. plus grand nombre de points ;
3. plus grand ratio de sets pour/contre ;
4. plus grand ratio de points pour/contre ;
5. Résultat de la confrontation directe ;
6. si, après l’application des critères 1 à 5, plusieurs équipes sont toujours à égalité, les critères 1 à 5 sont à nouveau appliqués exclusivement aux matches entre les équipes concernées afin de déterminer leur classement final.

### Légende du classement
Rappel – Une équipe marque :
- 3 points pour une victoire sans tie-break (colonne G) ;
- 2 points pour une victoire au tie-break (Gt) ;
- 1 point pour une défaite au tie-break (Pt) ;
- 0 point pour une défaite sans tie-break (P) ;

### Tour préliminaire

#### Poule A
Classement
| # | Équipe      | Pts | J | G | Gt | Pt | P | Sp | Sc | Ratio | Pp  | Pc  | Ratio |
| 1 | Espagne     | 13  | 6 | 3 | 1  | 2  | 0 | 16 | 10 | 1.6   | 570 | 518 | 1.1   |
| 2 | France      | 12  | 6 | 3 | 1  | 1  | 1 | 15 | 9  | 1.667 | 535 | 491 | 1.09  |
| 3 | Roumanie    | 11  | 6 | 2 | 2  | 1  | 1 | 14 | 10 | 1.4   | 520 | 487 | 1.068 |
| 4 | Azerbaïdjan | 0   | 6 | 0 | 0  | 0  | 6 | 2  | 18 | 0.111 | 365 | 494 | 0.739 |

* Les horaires des rencontres sont indiquées en heure locale.

#### Poule B
Classement
| # | Équipe    | Pts | J | G | Gt | Pt | P | Sp | Sc | Ratio | Pp  | Pc  | Ratio |
| 1 | Bulgarie  | 12  | 4 | 4 | 0  | 0  | 0 | 12 | 0  | MAX   | 304 | 226 | 1.345 |
| 2 | Slovaquie | 4   | 4 | 1 | 0  | 1  | 2 | 5  | 10 | 0.5   | 307 | 332 | 0.925 |
| 3 | Ukraine   | 2   | 4 | 0 | 1  | 0  | 3 | 4  | 11 | 0.364 | 297 | 350 | 0.849 |

* Les horaires des rencontres sont indiquées en heure locale.

#### Poule C
Classement
| # | Équipe      | Pts | J | G | Gt | Pt | P | Sp | Sc | Ratio | Pp  | Pc  | Ratio |
| 1 | Tchéquie    | 14  | 6 | 4 | 0  | 2  | 0 | 16 | 8  | 2     | 552 | 479 | 1.152 |
| 2 | Croatie     | 11  | 6 | 2 | 2  | 1  | 1 | 15 | 10 | 1.5   | 561 | 542 | 1.035 |
| 3 | Biélorussie | 6   | 6 | 1 | 1  | 1  | 3 | 9  | 15 | 0.6   | 468 | 540 | 0.867 |
| 4 | Hongrie     | 5   | 6 | 1 | 1  | 0  | 4 | 7  | 14 | 0.5   | 454 | 474 | 0.958 |

* Les horaires des rencontres sont indiquées en heure locale.

#### Meilleur deuxième
Classement
* Les matchs contre les équipes classées quatrième des poules A et C ne sont pas pris en compte dans ce classement.
| # | Équipe    | Pts | J | G | Gt | Pt | P | Sp | Sc | Ratio | Pp  | Pc  | Ratio |
| 1 | Croatie   | 7   | 4 | 1 | 2  | 0  | 1 | 10 | 7  | 1.429 | 377 | 364 | 1.036 |
| 2 | France    | 6   | 4 | 1 | 1  | 1  | 1 | 9  | 8  | 1.125 | 366 | 359 | 1.019 |
| 3 | Slovaquie | 4   | 4 | 1 | 0  | 1  | 2 | 5  | 10 | 0.5   | 307 | 332 | 0.925 |

### Finale à quatre
- Lieu :  Roussé, Arena Ruse
- Fuseau horaire : UTC+03:00 (EEST)

La Finale à quatre (en anglais : Final Four) est programmée les 19 et 20 juin 2021.
|  | Demi-finales | Demi-finales |                        |   | Finale  | Finale  |
|  | Demi-finales | Demi-finales |                        |   | Finale  | Finale  |
|  |              |              |                        |   |         |         |
|  | 19 juin      | 19 juin      |                        |   | 20 juin | 20 juin |
|  | 19 juin      | 19 juin      |                        |   | 20 juin | 20 juin |
|  | Espagne      | 1            |                        |   | 20 juin | 20 juin |
|  | Espagne      | 1            |                        |   | 20 juin | 20 juin |
|  | Croatie      | 3            |                        |   | 20 juin | 20 juin |
|  | Croatie      | 3            | Croatie                | 1 |         |         |
|  | 19 juin      |              | Croatie                | 1 |         |         |
|  |              | Bulgarie     | 3                      |   |         |         |
|  | Tchéquie     | Bulgarie     | 3                      | 0 |         |         |
|  | Tchéquie     |              |                        | 0 |         |         |
|  | Bulgarie     | 3            |                        |   |         |         |
|  | Bulgarie     | 3            | Match pour la 3e place |   |         |         |
|  |              |              |                        |   |         |         |
|  | 20 juin      |              |                        |   |         |         |
|  |              |              |                        |   |         |         |
|  | Espagne      | 3            |                        |   |         |         |
|  | Espagne      | 3            |                        |   |         |         |
|  | Tchéquie     | 2            |                        |   |         |         |
|  | Tchéquie     | 2            |                        |   |         |         |

#### Finale
La Bulgarie remporte à domicile son deuxième titre de Ligue d'or après l'édition 2018.

### Classement final
| Place              | Équipe      |
| ------------------ | ----------- |
| Médaille d'or      | Bulgarie    |
| Médaille d'argent  | Croatie     |
| Médaille de bronze | Espagne     |
| 4                  | Tchéquie    |
| 5                  | France      |
| 6                  | Slovaquie   |
| 7                  | Roumanie    |
| 8                  | Biélorussie |
| 9                  | Hongrie     |
| 10                 | Ukraine     |
| 11                 | Azerbaïdjan |

| Meilleure joueuse        | Zhana Todorova         |
| Meilleure marqueuse      | Ana Escamilla (it)     |
| Meilleure serveuse       | Raquel Montoro         |
| Meilleure réceptionneuse | Amandine Giardino      |
| Meilleure bloqueuse      | Bozana Butigan         |
| Meilleure attaquante     | Veronika Trnková       |
| Meilleure passeuse       | Beatrice-Ramona Postea |

## Ligue d'argent européenne 2021
Navigation
2019 2022

### Sélections participantes
| Pays               | Participation | Meilleur résultat |
| ------------------ | ------------- | ----------------- |
| Autriche           | 2e            | (2018)            |
| Bosnie-Herzégovine | 1re           | Néant             |
| Estonie            | 3e            | 4e (2018)         |
| Israël             | 3e            | (2019)            |
| Lettonie           | 1re           | Néant             |
| Luxembourg         | 1re           | Néant             |
| Portugal           | 2e            | 7e (2019)         |
| Slovénie           | 2e            | (2019)            |

### Format de la compétition
Les 8 sélections qui participent au tournoi sont réparties en 2 groupes de 4 équipes et s'affrontent lors d'un tournoi toutes rondes. Les 2 premiers de chaque groupe accèdent à la finale à quatre se déroulant dans un lieu unique. La meilleure équipe du tour préliminaire rencontre celle classée quatrième, et l'équipe classée deuxième joue celle classée troisième. La Slovénie est qualifiée d'office pour la phase finale en tant que nation hôte. La sélection vainqueure se qualifie pour la Ligue d'or européenne 2022,.

### Composition des groupes
Les équipes sont réparties dans les poules avec le système en serpentin (en), en fonction du classement CEV de janvier 2020.
| Poule A         | Poule B                 |
| --------------- | ----------------------- |
| Slovénie (18)   | Portugal (23)           |
| Autriche (27)   | Estonie (25)            |
| Israël (29)     | Bosnie-Herzégovine (30) |
| Luxembourg (36) | Lettonie (30)           |

### Critères de départage
Le classement général se fait de la façon suivante :
1. plus grand nombre de victoires ;
2. plus grand nombre de points marqués ;
3. plus grand ratio de sets pour/contre ;
4. plus grand ratio de points pour/contre ;
5. Résultat de la confrontation directe ;
6. si, après l’application des critères 1 à 5, plusieurs équipes sont toujours à égalité, les critères 1 à 5 sont à nouveau appliqués exclusivement aux matches entre les équipes concernées afin de déterminer leur classement final.

### Légende du classement
Rappel – Une équipe marque :
- 3 points pour une victoire sans tie-break (colonne G) ;

- 2 points pour une victoire au tie-break (Gt) ;

- 1 point pour une défaite au tie-break (Pt) ;

- 0 point pour une défaite sans tie-break (P) ;

### Tour préliminaire

#### Poule A
Classement
| # | Équipe     | Pts | J | G | Gt | Pt | P | Sp | Sc | Ratio | Pp  | Pc  | Ratio |
| 1 | Slovénie   | 17  | 6 | 5 | 1  | 0  | 0 | 18 | 3  | 6     | 513 | 374 | 1.372 |
| 2 | Autriche   | 13  | 6 | 4 | 0  | 1  | 1 | 14 | 6  | 2.333 | 479 | 400 | 1.198 |
| 3 | Israël     | 6   | 6 | 2 | 0  | 0  | 4 | 7  | 12 | 0.583 | 378 | 448 | 0.844 |
| 4 | Luxembourg | 0   | 6 | 0 | 0  | 0  | 6 | 0  | 18 | 0     | 302 | 450 | 0.671 |

* Les horaires des rencontres sont indiquées en heure locale.

#### Poule B
Classement
| # | Équipe             | Pts | J | G | Gt | Pt | P | Sp | Sc | Ratio | Pp  | Pc  | Ratio |
| 1 | Portugal           | 14  | 6 | 4 | 1  | 0  | 1 | 15 | 7  | 2.143 | 515 | 471 | 1.093 |
| 2 | Bosnie-Herzégovine | 13  | 6 | 4 | 0  | 1  | 1 | 15 | 6  | 2.5   | 491 | 393 | 1.249 |
| 3 | Estonie            | 9   | 6 | 2 | 1  | 1  | 2 | 12 | 12 | 1     | 516 | 536 | 0.963 |
| 4 | Lettonie           | 0   | 6 | 0 | 0  | 0  | 6 | 1  | 18 | 0.056 | 353 | 475 | 0.743 |

* Les horaires des rencontres sont indiquées en heure locale.

### Finale à quatre
- Lieu :  Maribor, Tabor Hall (en)
- Fuseau horaire : UTC+02:00 (CEST)

La Finale à quatre (en anglais : Final Four) est programmée les 11 et 12 juin 2021.
|  | Demi-finales       | Demi-finales |                        |   | Finale  | Finale  |
|  | Demi-finales       | Demi-finales |                        |   | Finale  | Finale  |
|  |                    |              |                        |   |         |         |
|  | 11 juin            | 11 juin      |                        |   | 12 juin | 12 juin |
|  | 11 juin            | 11 juin      |                        |   | 12 juin | 12 juin |
|  | Slovénie           | 1            |                        |   | 12 juin | 12 juin |
|  | Slovénie           | 1            |                        |   | 12 juin | 12 juin |
|  | Bosnie-Herzégovine | 3            |                        |   | 12 juin | 12 juin |
|  | Bosnie-Herzégovine | 3            | Bosnie-Herzégovine     | 3 |         |         |
|  | 11 juin            |              | Bosnie-Herzégovine     | 3 |         |         |
|  |                    | Autriche     | 2                      |   |         |         |
|  | Portugal           | Autriche     | 2                      | 2 |         |         |
|  | Portugal           |              |                        | 2 |         |         |
|  | Autriche           | 3            |                        |   |         |         |
|  | Autriche           | 3            | Match pour la 3e place |   |         |         |
|  |                    |              |                        |   |         |         |
|  | 12 juin            |              |                        |   |         |         |
|  |                    |              |                        |   |         |         |
|  | Slovénie           | 3            |                        |   |         |         |
|  | Slovénie           | 3            |                        |   |         |         |
|  | Portugal           | 1            |                        |   |         |         |
|  | Portugal           | 1            |                        |   |         |         |

#### Finale
La Bosnie-Herzégovine remporte à l'extérieur son premier titre de Ligue d'argent.

### Classement final
| Place              | Équipe             |
| ------------------ | ------------------ |
| Médaille d'or      | Bosnie-Herzégovine |
| Médaille d'argent  | Autriche           |
| Médaille de bronze | Slovénie           |
| 4                  | Portugal           |
| 5                  | Estonie            |
| 6                  | Israël             |
| 7                  | Lettonie           |
| 8                  | Luxembourg         |

| Meilleure joueuse        | Edina Begić          |
| Meilleure marqueuse      | Dajana Bošković (pl) |
| Meilleure serveuse       | Maria Lopes          |
| Meilleure réceptionneuse | Milica Ivković       |
| Meilleure bloqueuse      | Aida Mehić           |
| Meilleure attaquante     | Liis Kullerkann (et) |
| Meilleure passeuse       | Eva Pogačar (it)     |